# Agrotis segetis
Agrotis segetis är en fjärilsart som beskrevs av Jacob Hübner 1803. Agrotis segetis ingår i släktet Agrotis och familjen nattflyn. Inga underarter finns listade i Catalogue of Life.